# Ellen G. White
Ellen Gould White, född 26 november 1827 i Gorham i Maine, död 16 juli 1915 i St. Helena i Kalifornien, var en amerikansk författare. White deltog i grundandet av Sjundedagsadventisterna och är enligt Adventistsamfundets officiella auktoritet en av samfundets religiösa ledare.  Hon har skrivit flera böcker som är översatta till en mängd språk. Hon påstås vara den mest översatta kvinnan i litteraturhistorien efter Agatha Christie och den mest översatta amerikanska författarinnan.

## Roll bland sjundedagsadventisterna
Ellen White fick stor betydelse för en liten grupp kristna som följde baptistpredikanten William Millers uträkningar om att Jesus skulle komma tillbaka i oktober 1844. I den förvirring och sorg som uppstod då Jesus inte kom tillbaka för att rena jorden i eld (se den stora besvikelsen), fanns en liten skara som fortsatte att studera Bibeln för att försöka ta reda på varför inte Jesus kommit tillbaka. White var 17 år när hon under ett bönemöte, likt andra unga kvinnor inom den metodistiska rörelsen vid denna tid, föll i trans och upplevde att hon fick en syn från Gud. Den lilla skara av troende omkring henne kom snart att uppskatta hennes syner och drömmar, eftersom de på många sätt bekräftade gruppens bibelstudier och manade till att studera vissa frågor än djupare. Bland dessa frågor fanns sabbaten, människans tillstånd vid döden, människans eget ansvar och uppgift att förvalta skapelsen inklusive kroppen och hälsan genom en sund vegetarisk livsföring, betydelsen av utbildning och fostran att tänka och välja självständigt. Många exempel finns också på hur Whites andliga insikter skall ha räddat den utsatta lilla gruppen adventister från att hamna i fanatism.
Sjundedagsadventisterna var i början (sent 1840-tal) en karismatiskt präglad rörelse och man menar att andens gåvor hade stor betydelse. Genom Whites erfarenhet och inflytande bland adventisterna fick den profetiska andegåvan en framträdande roll som ännu består. White ses bland adventisterna som ett mänskligt uttryck för profetians andegåva som skall ha förekommit i den första kristna församlingen. Profetians gåva i Nya testamentet spelar emellertid en annan roll än i Gamla testamentet. Gamla testamentets profeter fick i uppdrag att återge Guds vilja och skriva ner sina upplevelser med Gud, vilket kom att utgöra stora delar av Gamla testamentets kanon. I Nya testamentet är det apostlarna som övertar Gamla testamentets profetroll att vittna om Gud, om Jesu liv och undervisning och skriva ner detta för kommande generationer. Nya testamentets profeter å sin sida får som uppdrag att bygga upp församlingen, och de ska göra det i enlighet med apostlarnas undervisning (se 1 Kor. 14:37-38). Adventisterna anser att även Whites gärning uppfyller Bibelns ord och därför ska prövas och tolkas i ljuset av Bibeln, en uppfattning som White delade.
White menade att hennes gärning och hennes skrifter kunde representera ett litet ljus som leder fram till det stora ljuset, Bibeln. I ekumeniska samtal med det lutherska världsförbundet under 1990-talet har adventisterna förklarat att Whites roll och betydelse för sjundedagsadventisterna för dem är jämförbar med Martin Luthers roll inom de lutherska trossamfunden.

## Kritik
Ellen White kritiserades redan tidigt under sin gärning. Hon anklagades redan under sin livstid för att plagiera och inte vara öppen med vilka källor hon använde och om hur hennes skrifter, böcker och artiklar, kom till. Hon anklagades också för att inte själv leva upp till de förväntningar i livsstil som man menar att hon ställer i många av sina skrifter, särskilt i fråga om kost och hälsa.
Kritiker menar också att ett antal av Whites påstådda syner eller "profetior" aldrig uppfyllts. T.ex. påstås det att hon profeterat att Jesus skulle återkomma inom en kort tid, samt att England skulle gå i krig mot USA, vilket aldrig skedde.[källa behövs]